# 알도브란디노 2세 데스테

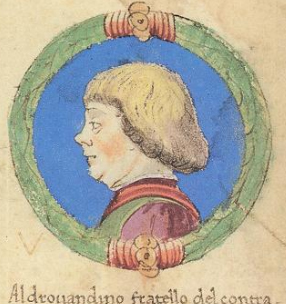
알도브란디노 2세 데스테

알도브란디노 2세 데스테 디 페라라 대부(Aldobrandino II d'Este, Signore di Ferrara: ?? ~ 1326년 사망)는 1308년부터 사망 할때까지의 페라라의 영주다.
그는 오비초 2세 데스테와 교황 하드리아노 5세의 질녀인 야코피나 피에스키 사이에서 태어났다. 알도브란디노는 그의 형인 아초 8세가 사망하면서 페라라의 군주가 되었으며, 모데나와 레조의 권리를 포기하였다. 그의 자리는 아들들인 오비초와 리날도(Rinaldo), 니콜로(Niccolò)가 계승했다.
| 이전 아초 8세 | 페라라 변경백 1308년–1326년 | 이후 오비초 3세 |